# Zemeljsko površje
Zêmeljsko povŕšje (zémeljsko ~) je zunanja meja zemeljske skorje oziroma litosfere. Je področje stika med slednjo in ozračjem, torej med tlemi in atmosfero planeta, pa tudi prvobitno življenjsko okolje človeka, tj. antroposfera. Slednje velja le za kopno površje Zemlje, ki prekriva 29 odstotkov celote, medtem ko površje na dnu svetovnih oceanov zavzema 71 % celotne površine. S preučevanjem površja Zemlje se ukvarja geografska znanost.
Površje Zemlje je skupek raznolikih površinskih oblik, ki so jih oblikovali mnogi procesi tako v geološki preteklosti kot v današnjem času. Skoraj v celoti med te procese sodijo eksogeni (zunanji oziroma zniževalni) procesi, kot so različne vrste preperevanja in denudacije, pretakanja površinskih in podzemnih voda, delovanja ledenikov in vetra, ter endogeni (notranji oziroma zviševalni) procesi, kot sta tektonika in ognjeniška aktivnost. Posamezne predele površja sicer v veliki meri zaznamuje ena skupina preoblikovalnih procesov, a svojo vlogo pri dovršitvi končne podobe površja, z izjemo površja pod oceani, igrajo tudi mnogi drugi procesi. Iz tega izhaja pomembno dejstvo, da je vsak predel površja na planetu vsota zelo različnih dejavnikov, katerih razumevanje terja poznavanje mnogih načel preoblikovalnih sil ter čim bolj verjetno predvidevanje procesov v preteklosti. Ta vprašanja preučuje geomorfologija.
Večina raziskav, ki se nanašajo na oblikovanje površja Zemlje, se drži nekaterih načel oziroma predpostavk. Prva izmed teh je uniformitarianizem, tj. sklepanje, da so pravila, veljavna v sedanjosti, držala tudi v preteklosti, procesi naj bi torej potekali na enak način; ker ta trditev ne velja za vse primere, je potrebna previdnost pri sklicevanju na to načelo. Druga predpostavka je sistem ekvilibrija, ki je povezava množice kontrolnih dejavnikov za nadzor določenih (naravnih) razmer. Ti dejavniki vzpostavljajo naravno ravnovesje, ob vdoru zunanjih dejavnikov in posledičnem porušenju ravnovesja pa se sproži verižna reakcija prilagajanja kontrolnih dejavnikov z namenom vnovične vzpostavitve ravnovesja. Je torej negativna reakcija sistema, in sicer v smislu teženja k ponovnemu ravnovesju. Tretja predpostavka, ki je mnogokrat prisotna v študijah oblikovanja zemeljske površine, pa je nasprotna prejšnji, in sicer pozitivna reakcija sistema na okoljsko spremembo.
Vpogled v lastnosti površja Zemlje razkriva, da med površjem planeta na celinskem delu (del površja, ki leži na celinski skorji ali sialu) ter površjem pod oceani (del površja, ki leži na oceanski skorji ali simi) obstaja več bistvenih razlik. Gre namreč za dve reliefno popolnoma različni območji, saj slednjega zaznamuje razmeroma malo preoblikovalnih procesov, medtem ko je prvi prizorišče prepletanja učinkov številnih procesov, med drugim vse bolj tudi takšnih človeškega izvora.
Na voljo pa imaš tudi posnetek za lažjo predstavo : http://festyy.com/w1YK1J

## Skrajne točke površja
Ker Zemlja nima povsem pravilne oblike krogle ali elipsoida (glej Oblika Zemlje), se Zemljinemu središču najbližja točka na površju ne nahaja v Marianskem jarku, ki je najgloblje mesto glede na morsko gladino, pač pa je to točko (od središča oddaljeno približno 6.353 km) po strokovnih ugibanjih najti nekje na dnu 4 kilometre globokega Arktičnega oceana blizu geografskega severnega pola. Tudi vrh Mount Everesta, ki je najvišja točka površja nad gladino morja (8.848 m), ni najbolj oddaljena točka površine od središča planeta. Ta je namreč vrh ognjenika Chimborazo v Ekvadorju, ki je visok 6.267 metrov, od središča planeta pa je oddaljen 6.384,4 kilometrov.

## Oceansko površje Zemlje
Površje Zemljine skorje, ki ga prekrivajo svetovni oceani, zavzema 71 odstotkov celotnega površja. Njegov bistveni element so oceanske tektonske plošče, ki se na svojih robovih sredi oceana razmikajo, medtem ko spodrivajo celinske tektonske plošče. Vse podoceansko površje zaznamujejo zlasti endogene, tj. tektonske in vulkanske površinske oblike, ki jih pojasnjuje teorija o tektoniki plošč. Skoraj celoten del kamninske podlage oceanov predstavlja bazalt, katerega starost sega od 0 do 210 milijonov let; vzrok tako mladi kamninski podlagi je stalno vnašanje mladih magmatskih kamnin in kasneje sedimentov v okolje preko vulkanizma ter neobstoj eksogenih sil, ki bi razkrivale nižje ležeče in torej starejše kamninske plasti.
Tipične reliefne oblike, ki jih je najti na teh območjih površja planeta, so kontinentalne police oziroma šelfi, tj. plitva območja okrog celin, ki so tektonsko del slednjih; kontinentalna pobočja ali zmerno nagnjeni deli med šelfi in globljimi deli oceanov; abisalne ravnine ali obsežna področja oceanskega dna, potopljena med 3.000 in 5.000 metrov, uravnana in prekrita z abisalnimi sedimenti; srednjeoceanski hrbti oziroma okoli 60.000 kilometrov dolg pas ognjeniških vzpetin po dnu treh oceanov, območja razmikanja litosferskih plošč in vir mladih kamnin; ter globokomorski jarki, ki so podolgovate kotanje, potopljene 5.500 in več metrov pod gladino morja in kot take najgloblje točke površja planeta (med njimi je na prvem mestu Marianski jarek, ki na najnižjem izmerjenem mestu sega 11.034 metrov pod gladino Tihega oceana).

## Kopno površje Zemlje
Del Zemljinega površja, ki je kopen, je območje, na katerega nenehno delujejo eksogeni preoblikovalni procesi, pa tudi kraj človekovega bivanja in delovanja, zaradi česar je v čedalje večji meri zaznamovano tudi s slednjim. Za podobo kopnega površja so pomembne nekatere velike oblike oziroma makroenote. Največji del predstavljajo akumulacijske ravnine, sledijo erozijske ravnine in planote v sedimentnih kamninah, kristalinski ščiti (kratoni) ali najstarejši deli zemeljskega površja, stara, močno erodirana gorstva iz paleozoika ter mlada nagubana gorstva iz terciarja, ki se razvijajo še danes. Posamezne predele pa zavzemajo ognjeniški platoji.
Večina izmed geomorfnih oblik na kopnem je delo eksogenih preoblikovalnih procesov, torej tistih, ki delujejo od zunaj in ne iz notranjosti Zemlje ter površje znižujejo. Najbolj značilen, fluvialni, kopenski relief povzroča delovanje površinskih vodnih (rečnih) procesov, preostali tipi reliefov pa nastajajo ob delovanju tektonskih premikov, ledenikov, obalnih procesov, vetra ter podzemnih voda. Bolj ali manj vsepovsod prisoten preoblikovalni proces pa je preperevanje podlage in posledično denudacija oziroma erozija.

### Preperevanje in erozija
Preperevanje kamninske podlage in prsti je eden izmed najpomembnejših preoblikovalnih procesov. Pomeni razkrajanje mineralov zaradi neposrednega ali posrednega stika z ozračjem, poteka pa brez gibanja za razliko od erozije, ki spira kamninski material s pomočjo gibanja vode, zraka (veter), ledenih gmot ali pa gravitacije same. Pomembno je zaradi dejstva, da deli sprijete gmote podlage na manjše delce, ki so dovzetni za vplive drugih eksogenih oblikovalnih procesov, iz česar sledi, da je predpogoj za obsežno preoblikovanje površine Zemlje.
Do preperevanja lahko pride zaradi več različnih vzrokov. Najvidnejša klasifikacija razločuje med mehanskim ali fizikalnim preperevanjem, ki je posledica neposrednega delovanja atmosferskih razmer, kakršne so temperatura, vlaga, led in zračni pritisk, ter kemijskim preperevanjem, ki se zgodi zaradi razkrajajočih kemijskih reakcij z določenimi kemijskimi spojinami. Večkrat je omenjeno tudi biološko preperevanje, ki med drugim zajema razkrajajoče vplive mikroorganizmov na kamnine.
Najvidnejša površinska oblika v okoljih, kjer med preoblikovalnimi procesi prevladuje preperevanje in odnašanje prepereline, so pobočja. To so nagnjeni deli zemeljskega površja, nastali zaradi denudacije oziroma erozije. So dediščina preteklosti, saj ponujajo jasen vpogled v obliko in jakost preteklega dogajanja; tako gre po njihovi obliki in nagnjenosti sklepati o delovanju ledenikov v določenem okolju. Točen proces nastajanja pobočij je tudi v sodobnih znanstvenih krogih predmet razprav in razhajanj, uveljavljenih pa je več modelov, ki so primerni za razlago pobočij v različnih okoljih. Zgodovinsko znan je Davisov model zniževanja pobočij, katerega avtor je utemeljitelj ameriške geomorfologije William Morris Davis; govori o različnih starostnih fazah zemeljskega površja, katerih ena je tudi faza bolj in manj strmih pobočij. Na začetku procesa tako pride do nastanka najbolj strmih pobočij, ta pa se s časom preobražajo v pobočja z manjšim naklonom; zgornji predeli pobočja so ob koncu procesa konveksni, medtem ko so spodnji konkavni. Celotna teorija sloni na zgodnejši teoriji istega avtorja o cikličnem razvoju reliefa, ki trdi, da ciklični hitri tektonski dvigi povzročijo neravnovesje v ekvilibriju, zaradi česar se prične proces zniževanja, kjer je izredno pomembno oblikovanje pobočij ter kasneje njihovo izničenje. Davisov model je konkurenca še dvema uveljavljenima modeloma, njegovo veljavnost pa je moč potrditi zlasti za vlažno, zmerno toplo podnebje, značilno za severovzhod Združenih držav ter Zahodno Evropo. Avstrijec Walther Penck pa je napravil teorijo o nadomeščanju pobočij, ki se v marsičem ne razlikuje od Davisove, razlaga pa, da se že nastala pobočja nadalje razvijajo z luščenjem celotne plasti pobočja (torej plasti od vznožja do vrha slednjega) ter nabiranjem tega materiala ob vznožju ter posledičnim zniževanjem naklona od dna proti vrhu. Še eden izmed znanih modelov pa je tudi Kingov model vzporednega odmikanja pobočij avtorja Lesterja C. Kinga. Tudi ta kot bistven dejavnik zmanjševanja naklona pobočij izpostavlja akumulacijski material ali pediment.
Pobočja so teren za delo množice preoblikovalnih površinskih procesov, ki sodelujejo pri ustvarjanju končne podobe površja Zemlje. Bistvena osnova teh procesov je sila teže, mednje pa sodijo bolj ali manj intenzivno raztapljanje kamnin, polzenje tal zlasti ob redčenju prepereline z vodo, denudacija ali ploskovno odnašanje prepereline, erozija ali linijsko odnašanje prepereline, ki nastane iz denudacije zaradi težnje po zmanjšanju trenja s podlago, erozija prsti kot posledica človekove dejavnosti idr. Če je katerikoli izmed naštetih procesov dovolj močan, kar v zadnjem času velja zlasti za zadnjega, lahko pride do katastrofalne degradacije okolja, denimo v obliki t. i. badlands (slovensko pustinja ali degradirana zemlja).

### Rečni ali aluvialni relief
Rečni ali fluvialni (tudi slemenasto-dolinasti) relief je najznačilnejša podoba kopnega površja Zemlje. Sestavljajo ga porečja, ki so skupek več rečnih dolin in vmesnih hrbtov ali slemen. Pomemben del pa so tudi pobočja, saj igrajo pomembno vlogo pri oblikovanju reliefa ter so tako povezana z nastankom vodotokov. Najznačilnejša površinska oblika v rečnem reliefu so doline, rezultat součinkovanja rečne erozije v strugi ter denudacije na pobočjih dolin. To pa nikakor nista edina geomorfna procesa v okoljih rečnih reliefov.
Fluvialni reliefi so po svetu najbolj razviti na območjih, ki že dolgo ni prišlo do večjih okoljskih sprememb; s podnebnega vidika gre za ekvatorialna področja, kjer večjih podnebnih sprememb, kakršna je poledenitev, ni bilo opaziti vse od srednjega zemeljskega veka (mezozoika) dalje, z vidika tektonskih aktivnosti pa za področja na svetovnih ščitih in kratonih, torej najstarejših in najbolj erodiranih delih površja planeta (Ruska plošča, južni deli Velikega nižavja v ZDA, Pampa v Argentini idr.). Tamkaj je delovanje rečnih in povezanih preoblikovalnih procesov razmeroma uravnovešeno in šibko, medtem ko se na področjih, preoblikovanih v novejši geološki zgodovini (tako v precejšnjem delu Evrope, tudi v Sloveniji), dogajajo močne razdiralne aktivnosti rek, in sicer zaradi nedavnih sprememb reliefa (bolj ali manj v pleistocenski poledenitvi 12.000 in več let nazaj) ter posledičnega porušenja dinamičnega ravnovesja, vse več pa tudi zaradi posegov človeka v naravo.
Oblika doline je odvisna od več dejavnikov, med drugim od jakosti globinske erozije in pobočnih procesov, odpornosti erodiranega materiala, menjavanja podnebnih lastnosti ter starosti. Tudi simetrija doline, tj. prečni prerez, ni vedno enaka, pač pa se spreminja od primera do primera glede na vrezovanje v različne kamninske sklade, vpliv Coriolisove sile, različno odpornost kamnin, prisojno in osojno stran idr.
Tudi danes še ni povsem jasen nastanek rečnega reliefa; tovrstne študije je močno zaznamovala teorija o cikličnem razvoju reliefa Američana Williama M. Davisa, ki govori o občasnem tektonskem dvigovanju ter nato prehodu skozi razvojne stadije. Kasneje pa se je pojavilo še več drugih teorij, kakršna je tista o klimatski geomorfologiji (Julius Büdel, 1977) ter sistemska teorija o vzdrževanju dinamičnega ravnovesja (Arthur Strahler, 1950). V današnjem obdobju je stroka prišla do več novih odkritij, nastanek rečnega reliefa pa je še vedno deljen na več stadijev. Tako naj bi bilo mlado površje visoko in uravnano, njegovo rečno omrežje pa popolnoma neorganizirano ter pomešano z jezeri in močvirji; močna globinska erozija v naslednji stopnji povzroči nastanek globokih dolin, pomemben pa je vpliv kamninske zgradbe podlage, posledica česar je neenakomerno podolžno razjedanje ter pojav brzic in slapov; tretja razvojna faza je čas odpravljanja takšnih stopenj ter zmanjševanja globinske erozije in posledičnega širjenja struge z bočno erozijo ter meandriranjem; kasneje se prično zmanjševati tudi nakloni pobočij ter strmec reke, tako da dovolj staro rečno površje zopet pridobi uravnano podobo z debelo plastjo prepereline ter posameznimi osamelci. V tem trenutku je doseženo dinamično ravnovesje oziroma stanje, ko se strmec, širina in globina struge prilagodijo povprečni količini vode in plavja, kar povzroči uravnovešenje nasprotujočih si sil. Popolno dinamično ravnovesje je mogoče le v teoriji, saj v še tako starih sistemih nenehno prihaja vsaj do manjših sprememb, ki terjajo svoje prilagoditve celotne serije kontrolnih dejavnikov; zraven tega pa obstaja tudi množica izjem, ko zelo stari rečni sistemi še vedno premagujejo brzice in slapove, saj zaradi močnega kemičnega preperevanja (pojav, zlasti opazen na kraški podlagi in v ekvatorialnem podnebju) nimajo učinkovitega sredstva za erodiranje.

### Kraški relief
Četudi razmeroma slabo opazna, ima podzemeljska voda pomemben vpliv na podobo nekaterih okolij. Bistvena je tako pri nastanku kraškega površja, ki je prisotno povsod tam, kjer prevladuje dobro topna kamnina, navadno apnenec ali dolomit, v nekaterih primerih pa tudi anhidrit ali kamena sol (halit). To kemično raztapljanje ali korozija povzroča ponikanje vode v podzemlje ter nato pretakanje v njem. Takšno dogajanje botruje oblikovanju izjemno značilnega tipa površja z lastnimi površinskimi oblikami, prav tako pa so določene oblike značilne tudi za kraško podzemlje. Razumevanje kraškega reliefa ima velik pomen tudi v povezavi s praktičnim življenjem, saj ta v veliki meri zaznamuje hidrološke razmere, možnosti kmetovanja ter mnoge druge vidike človekovega bivanja.
Največ svetovnega krasa nastaja na apnencu, sledijo pa površine na dolomitu; če je vsebnost slednjega izrazita, pride do nastanka fluviokrasa, ki je splet rečnega in kraškega reliefa. Najpopolnejše kraško površje pa nastane na debelih in čistih skladih apnenca, ki niso prekinjeni z vmesnimi neprepustnimi skladi ter so dovolj pretrti za pronicanje vode. Prav tako so za to okolje odločilne velike količine padavin, ki povzročajo korozijo oziroma nastanek krasa (zakrasevanje).
Najpomembnejši člen raztapljanja kamnine je ogljikova kislina, ki nastane ob povezovanju dežja in ogljikovega dioksida (CO2), produkt česar je H2CO3. Ta uspešno razjeda karbonatno kamnino, CaCO3 (kalcijev karbonat). Nekoliko ogljikove kisline se nahaja že v dežnih kapljah, večina slednje pa nastane ob stiku deževnice s prstjo; tem bolj kisla je ta, hitrejša je korozija tal. Jakost korozije je sicer težko meriti, saj poteka razmeroma počasi. Bolj ali manj pa velja, da v večjih porečjih vode odnesejo med 30 in 110 m³ apnenca s kvadratnega kilometra ozemlja na leto, kar pomeni letno znižanje površja za 0,03 do 0,11 milimetra.
Voda, ki je bistveni element nastajanja kraškega površja, se skorajda v celoti nahaja v podzemlju oziroma kraškem vodonosniku, odprtem sistemu, ki v svoji notranjosti zadržuje večje ali manjše količine vode. Kraški vodonosnik je kompleksen, saj vsebuje več poklin ali nekakšnih zbiralnikov, tako da kraška voda v enem vodonosniku nima povsod enake višine gladine, ta je namreč nesklenjena. Oblikovanje vodonosnika je odvisno od debeline in drugih značilnosti kamnine, odnosa do drugih kamnin oziroma tektonike, razporeditve višjih in nižjih delov površja, lege točk praznjenja vodonosnika, horizontalne oddaljenosti med njimi, pa tudi poraščenosti površja ter količine in letne razporeditve padavin oziroma snežne odeje. Kraški vodonosnik je razdeljen na tri različne hidrografske cone: nezasičena cona je območje prenikajoče vode v nižje plasti, obdobno zasičena cona je prostor, le občasno zapolnjen z vodo, zasičena cona pa je spodnji del vodonosnika, stalno poln vode. Vse cone vodonosnika lahko vsebujejo kraške jame.
Za kraški relief je značilna vrsta površinskih in podzemnih oblik, nastalih posebej zaradi korozije. Red velikosti sega od komajda vidnega do premerov več 10 kilometrov. Najdrobnejše izmed kraških reliefnih oblik so žlebiči, korozijske stopničke, škavnice ter kamniti gozdovi, že nekoliko večje pa so vrtače, ponori, estavele, cockpiti idr. Nadalje po velikosti prednjačijo udornice, kraške uravnave in polja, uvale, zatrepne in slepe ter kraške doline.
Tudi podzemeljski kraški svet je temeljito prepreden z značilnimi reliefnimi oblikami, in sicer v kraških jamah, nastalih zaradi korodiranja apnenca pod površino Zemlje. Znotraj jam je najti množico kraških oblik, nastalih zaradi odlaganja sige, delovanja jamskih jezer idr.

### Strukturni relief
Nekatere predele Zemljinega površja v največji meri zaznamuje geološka zgradba, tj. bodisi tektonske bodisi kamninske lastnosti podlage. Te značilnosti se največkrat odražajo v različni jakosti preperevanja in odnašanja prepereline na različnih mestih, in sicer zaradi razlik v odpornosti materiala. Na tak način pridobijo svojo obliko nekatere največje reliefne oblike, kot so gorstva, kot tudi najmanjše, npr. minerali v kamnini.
Od geoloških lastnosti okolja so odvisni tudi mnogi drugačni tipi reliefov, v katerih sicer prevladujejo procesi drugih izvornih skupin. Na geološko zgradbo je tako krepko vezan rečni relief, na krasu pa glede na to zgradbo nastaja nabor kraških oblik in pojavov. Geologija in tektonika imata močno zmanjšan vpliv v vlažnih območjih, saj se med kamninsko podlago in zunanjim svetom nahaja debela plast prepereline; obratno pa je v suhih predelih Zemlje, kjer prihaja do razlik že med zelo podobnimi kamninami, saj vsaka eksogena sila deluje neposredno na izpostavljeno skalovje.
Najizrazitejša oblika strukturnega reliefa so strukturne stopnje, pobočja med dvema bolj ali manj uravnanima deloma površja, nastala zaradi različnih stopenj preperevanja obeh (ali celo več) kamnin in nadaljnje denudacije. Med tovrstne oblike pa sodijo tudi enostavne gube ter večji narivi (antiklinale in sinklinale).

### Ledeniški ali glacialni relief
Tako nekdanji kot še obstoječi ledeniki so tvorbe, katerih posledice so značilno oblikovana področja kopnega na Zemlji, še zlasti v večjih nadmorskih višinah (tudi tam, kjer samih ledenikov že ni več). Danes je moč opazovati predvsem vpliv velikih, tudi celinskih ledenikov, prisotnih v pleistocenski poledenitvi, ki je časovno segala od 1,8 milijona do 12 tisoč let v preteklost. Poznavanje ledenikov in ledeniških procesov je za znanost pomembno z več vidikov, med drugim zaradi dejstva, da so ledeniške posledice oziroma sledovi pomemben vir podatkov za sklepanje o takratnem podnebju ter drugih značilnostih okolja (paleogeografske študije). Tudi nekoliko bolj praktične strani človekovega življenja so povezane z obstojem in delovanjem ledenikov, saj ti nudijo pomembne zaloge materialov za različne namene; tisti ledeniki, ki v okolju obstajajo še danes, pa so pomembni za zaloge vode v poletnem času.
Ledeniki so zajetne gmote ledu, ki so nastale z usedanjem snega in kompresijo ter rekristalizacijo pod silo teže. Niso pa ledeniki ledene strukture na morju ali pa tiste, ki se tudi v poletnem času zadržujejo v posameznih kotanjah, saj v teh primerih nimajo vpliva na obliko površja, ker se ne gibljejo ali pa ne ležijo na kopnem. Iz tega sledi, da je gibanje ledenikov po površju bistvenega pomena. Znanstveniki so to gibanje opazovali od 18. stoletja dalje, sprva s preprostimi metodami, dandanes pa na dovršene načine. Ugotovili so, da ledenik prične s premikanjem, ko doseže dovolj veliko maso; hitrost premikanja je različna in odvisna od debeline ledu, temperature in naklona pobočja, ki ga ledenik prekriva. Alpski ledeniki tako prepotujejo do 1 metra dnevno, medtem ko se celinski ledeniki, kakršne je najti na Antarktiki, premaknejo komaj za nekaj metrov vsako leto. Opazovanja pa so potrdila tudi primere ledenikov na Grenlandiji, katerih hitrost je 20 ali 30 metrov na dan. Sicer je hitrost premikanja podobna kot pri rečnih tokovih: glede na prečni prerez je največja v srednjem delu, zmanjšuje pa se proti dnu, površju in stranem.
Ledeniki imajo različen vpliv na površje v svojem okolju glede na svoje lastnosti, po katerih jih tudi delimo; teh delitev je več, največkrat pa se pojavlja klasifikacija po morfoloških značilnostih. Alpski ledeniki obstajajo le v višjih predelih tudi zmernih zemljepisnih širin; njihovo obliko določa lokalna topografija, zato se nahajajo le v krnicah ter dolinah med vrhovi in slemeni. Celinski ledeniki pa so gmote, ki jih danes ne gre iskati drugje kot v polarnih področjih planeta; to so ledeni pokrovi in ščiti, ki prekrivajo obsežne dele površja ter zaradi njihove zajetnosti oblika in lega ni pogojena s topografijo; slednjo namreč prekrivajo tudi več tisoč metrov debeli skladi ledu, kar ima v nekaterih primerih tudi izostatični vpliv na podlago.
Delovanje ledenikov je močno povezano z erodiranjem površja, a ledeniki z golim ledom ne morejo erodirati. Pač pa to zmorejo trdni delci v ledeniku, kakršni so pesek, kamenje in skalovje, ki so bili natrgani ali le premaknjeni s podlage. Tako imajo ledeniki ogromen preoblikovalni potencial. Kljub temu pa je ledeniško površje splet mnogih oblikovalnih procesov, saj ledeniki praviloma le naknadno preoblikujejo že prej formirano (npr. rečno) površje. Kako močna bo erozija ledenika, določa več bistvenih skupin dejavnikov: količina trdnega materiala, ujetega v ledu, hitrost polnjenja ledenika z novim erozijskim materialom z zgornjih plasti ledenika, razlika v trdnosti erodirajočih delcev v ledeniku ter skalne podlage, količina tekoče vode v dnu ledenika za odplakovanje nabranega materiala, hitrost ledenika, debelina in masa ledu, hidrostatični tlak vode pod ledenikom, ki slednjega privzdiguje, in oblika ter druge lastnosti kamninskih delcev v ledeniku. Poleg takšnega erodiranja ima močan vpliv na površje tudi trganje fragmentov tal, zlasti prisotno tam, kjer je podlaga močno natrta. V tem primeru veliki pritiski ledu trgajo celotne bloke skalovja. Tretji izmed erozijskih dejavnikov pa je ledeniška rečna erozija, ki jo povzročajo vodni tokovi pod ledenikom. Na to kažejo podolžni kanali v ledeniških dolinah.
Po drugi strani pa h končni obliki ledeniškega površja pomembno prispeva ledeniški transport in akumulacija. Ker lahko material v ledenik prihaja tako od zgoraj (vzrok so denudacijski procesi, ki nanašajo material s pobočij) kot od spodaj ter dodatno še z rečnimi in vetrnimi nanosi, je narava vseh pojavov iz te skupine zelo raznolika.
Ledeniki so s svojim delovanjem ustvarili številne površinske oblike, ki so prepoznane zaradi svoje edinstvenosti in velike razprostranjenosti po svetu. Med erozijske površinske oblike tega nastanka sodijo krnice, U-doline ter njihove potopljene različice fjordi, obvisele doline s slapovi, ledeniške grbine, ledeniška jezera idr. Še bolj pester je nabor akumulacijskih ledeniških oblik; najbolj znane med njimi so morene, drumlini, eskerji, kejmi ter sanderji. Pomembna posledica obstoja ledenika pa so tudi vetrni nanosi puhlice. Ko se ledenik umakne nazaj, na območjih podlage njegovega nekdanjega konca nastane neurejen rečni tok ali pa močvirja.

### Obalni ali abrazijski relief
Obalna območja so po najbolj uveljavljeni definiciji področja meje med kopnim in morjem, segajoča v morje do tja, kamor lahko potujejo sedimenti in erodirani materiali, na kopno pa do tja, kamor seže neposredni vpliv valovanja ali plimovanja. Osnovne (prvotne) lastnosti obal sicer postavlja tektonika, saj obale pretežno potekajo po robovih tektonskih plošč; a vendar današnjo podobo obal v veliki meri tvorijo tudi drugi dejavniki, in sicer eksogene sile, ki jih je najti na obali. Na prvem mestu so to valovi, velik vpliv na posameznih območjih pa imajo tudi morski tokovi in plimovanje.
Valovi so sila, ki bolj ali manj neprenehoma tako skozi dnevna kot dolga stoletna obdobja udarjajo ob obalo in jo oblikujejo na najrazličnejše načine. Njihov daleč najpomembnejši vir je veter, sem in tja pa jih povzročijo tudi podvodni potresi, ognjeniški izbruhi in podori; valovi takšnega izvora, imenovani cunamiji, so sicer praviloma mnogo krepkejši, a so redki in imajo zato manjši končni vpliv na obalna področja. Zraven tega imajo nekolikšen preoblikovalni vpliv na obalno področje tudi lokalne nevihte, ki povzročijo dvig morske gladine zaradi zmanjšanja zračnega pritiska ter divje valove. Vpliv na zaprta ali delno zaprta vodna telesa, kot so estuarji, pa imajo sajši, ki so nepremikajoči se valovi, podobni pljuskanju vode v kopalni kadi. Zlasti na položnih obalah z manj prostora, npr. v estuarijih, pa do izraza pride plimovanje, torej spreminjanje nivoja vode od najnižje do najvišje višinske stopnje dvakrat dnevno zaradi privlačne sile Lune ter po malem Sonca.
Iz tega gre sklepati, da imajo daleč največji vpliv na podobo obal vodne mase s svojo zajetno količino potencialne in kinetične energije. Po njihovi zaslugi poteka tu množica erozijskih procesov, kakršni so udarjanje valov ter abrazija, delovanje hidravličnega pritiska, drobljenje in obljenje delcev, korozija ter solno preperevanje. Ena izmed bolj opaznih in preučevanih posledic tovrstnih procesov so klifi ali odsekane obalne stene, ki se premikajo v notranjost celine. Nastajajo tam, kjer so morski tokovi dovolj močni, da sproti odnašajo spodjeden material, obenem pa ima kamnina dovolj majhno odpornost. Na obali pod klifi pa zaradi erozijskih procesov po umiku klifov v smer notranjosti kopnega nastajajo abrazijske police oziroma uravnana področja, potopljena pod vodo do največ 10 metrov (v času oseke jih je mnogokrat videti nad vodno gladino) ter segajoča v notranjost (do klifov) do 500 metrov. Skupina več drugih erozijskih morfoloških pojavov na obali pa vključuje naravne mostove in obalne stolpe, skalne roglje idr.
Tudi akumulacijski in transportni procesi so pomembni za oblikovanje svetovnih obal. Tipična posledica so plaže, to so nanosi peska, prodnikov ali kamenja vzdolž obale. Večina tega materiala izvira iz drugih področij, preko katerih potuje isti morski tok, seveda pa ga določeno količino prispeva tudi lokalno območje, še posebej tam, kjer je obalni material mehak in dovzeten za razpadanje. Plaže najdemo na najrazličnejših lokacijah, ki so odvisne od več različnih dejavnikov, posebno pa od razpoložljivosti materiala za akumulacijo. Prav tako se spreminja oblika plaž, in sicer tako strmec kot pomaknjenost v notranjost (denimo sezonska, ki se spreminja od zime do poletja). Več različnih površinskih oblik, ki dajejo prepoznavnost obalam, pa nastaja z vzdolžnim premikanjem sedimentov ob obali; tega povzročajo postrani butajoči valovi ter vzdolžni morski tokovi. Na ta način namreč nastajajo rtiči in kasneje tudi tomboli tam, kjer se že na začetku pojavljajo majhne izbokline, katerih smeri sledi tudi usedajoči se material. Zemeljske kose pa so pojav istega izvora; so predobalni nasipi oziroma grebeni, ki pred zunanjim morjem ščitijo 10 do 12 % svetovnih obal ter so v zadnjem času priljubljeno področje priseljevanja ljudi. O naravi njihovega nastanka danes obstajajo le različne domneve. Poseben akumulacijski pojav so koralni grebeni, tj. nanosi odmrlih delcev koral; nastajajo le v plitvih toplih morjih.
Obale je razmeroma zahtevno klasificirati v posamezne tipe, saj so splet različnih dejavnikov ter se kot take močno razlikujejo od primera do primera. Klasifikacijski sistem, ki bi zajel vse lastnosti posameznih tipov, je zato neobstoječ. Dolgo časa je bil uveljavljen sistem, ki je obale delil na dvigajoče, toneče, preproste in sestavljene. Danes pa je eden izmed bolj upoštevanih sistem delitve na primarne (mlade) ter sekundarne (stare) obale.

### Vetrni (eolski) relief
Površje, katerega osrednji oblikovalni dejavnik je veter, je največkrat najti v puščavah, a to ni pravilo. Takšne reliefe namreč znanost opazuje tudi ob morskih, jezerskih in rečnih obalah, na obrobju pleistocenskih celinskih poledenitev ter občasno tudi drugod, tako npr. na golih poljskih površinah v zimskem času, skratka povsod, kjer tla niso varovana s plastjo rastlinja ali prepereline. Velja tudi, da puščave niso območja, ki jih zaznamuje zgolj vetrna erozija in usedanje, pač pa so tu tudi nekateri močnejši oblikovalni procesi, kot npr. močni vodni tokovi, ki pa zaradi svoje občasnosti ne pridejo dovolj do izraza. Tiste puščave, ki jih v zelo veliki meri oblikuje veter, predstavljajo le 25 do 30 odstotkov celotnega deleža svetovnih puščav; tla teh puščav so pretežno prekrita s peščena peščenimi sipinami, ki jih oblikujejo in premikajo zračni tokovi ter s temi procesi letno prenesejo okoli 500 milijonov ton peska.
Eolski relief v največji meri oblikujejo pasatni vetrovi, nastali zaradi neenakomernega segrevanja Zemljinega ozračja na ekvatorju ter na večjih zemljepisnih širinah; mnogokrat so odgovorni tudi za nastanek puščav samih. Največji vpliv imajo na terenih z obilico prostega materiala, tako npr. v Arabski puščavi, katere približno 50 % površja prekrivajo nesprijeti delci. Svoj del prispevajo tudi lokalni vetrovi, katerih nastanek je povezan z neenakomerno razporeditvijo zračnega pritiska v regiji. Vsi ti zračni tokovi se iz laminarnega (ploskovnega) toka spremenijo v turbulentni tok, čim prispejo do nepravilnosti v zemeljskem površju, dodatno pa ozračje razburka konvekcijsko (vertikalno) dviganje zraka iznad vročih tal.
Peščeni delci se v vetru premikajo na tri različne načine, in sicer v suspenziji, s poskakovanjem (saltacija) ter s polzenjem po tleh. V suspenziji po zraku potujejo prašni in glineni delci, saj njihov premer ne znaša več od približno 60 mm in so zato tudi dovolj lahki. Delci, ki jih zajame proces poskakovanja, so zrna peska, premera med 2 in 60 mm; njihova pot so polkrožni skoki po zraku. Ta proces je najbolj učinkovit v kamnitih puščavah, saj se delci, ki se odbijajo od peska, zaradi razsipa energije med polzečimi peščenimi delci na tleh slabše odbijajo nazaj v zrak (učinek je podoben kot pri golfu, kjer ima žogica večji odboj na travi v primerjavi s peščeno podlago). Saltacija vzdiguje material različno visoko, a navadno ne več od metra nad tlemi. To je lepo opazno na predmetih, kot so telegrafski stebri, ki so erodirani do okvirno 1 metra višine. Nesprijeti material, prevelik za premikanje skozi zračne vrtince, polzi po tleh. Temu botrujejo poskakujoči delci, ki se v omenjeni material zaletavajo; hitro premikajoči se poskakujoči delci imajo s tega vidika izjemno velik učinek, saj lahko premikajo delce 200-kratne svoje mase. Še večji nesprijeti kosi materiala se zaradi svoje mase premikajo le stežka in redko, prav tako tudi zelo majhni delci zaradi velike kohezije.
Takšno premikanje nesprijetega materiala povzroča erozijsko oblikovanje tal. Bistveni procesi so vetrna erozija, odpihovanje odbrušenega materiala (deflacija) ter brušenje in zmanjševanje delcev, ki se zadevajo v zračnem vrtincu (guljenje). Erozija s suspendiranimi peščenimi delci je močna (npr. avtomobil, ki se znajde v peščenem viharju, lahko ostane brez celotne barvne obloge); siceršnja jakost brušenja pa je odvisna od [litologija|litologije]], naklona ter orientacije kamnite podlage, na drugi strani pa še od hitrosti in smeri vetra ter velikosti, trdote in oblike erodirnega materiala. Eolska erozija za seboj pušča več geomorfoloških oblik, izmed katerih velja izpostaviti skalne gobe, tj. osamelce v obliki gobe, katerih »steblo« je visoko do 1 metra; nad to višino namreč zaide malokateri erodirni delec (polovica vseh takšnih delcev ne preseže višine 13 centimetrov nad tlemi, le 10 % pa jih preseže višino 64 cm). Še ena površinska oblika, po izvoru sorodna gobastim osamelcem, so jardangi ali podolgovati ostrorobi grebeni s slemenitvijo v smeri prevladujočega vetra. Ločujejo jih podolgovate kotanje, ki jih je izdolbel veter, ker so bile sestavljene iz manj odpornega materiala kot vmesni grebeni. Njihov dolžinski razpon gre do 100 metrov, višinski pa od 5 do 15 m. Za puščavsko prebivalstvo pa so mnogokrat pomembne deflacijske kotanje – globeli, nastale z izpihavanjem nesprijetega materiala s področja. V nekaterih primerih so dovolj globoke (tudi več od 100 metrov), da sežejo pod morsko gladino (depresije) in do podtalne vode ter so tako podlaga nastanku sladkovodnih oaz ali slanih močvirij.
Drugo skupino eolskih površinskih oblik pa je ustvarilo usedanje materiala. Od tod izhajajo peščene sipine, ki nastajajo s kopičenjem materiala na kup; ko je ta kup dovolj velik in prekine ploskovni zračni tok nad tlemi, govorimo o sipini. Ko je peščeni delec enkrat del sipine, se ne premika več samostojno, temveč le skupaj z ostalimi delci. Ko se sipina poveča in preseže kritično višino okoli 30 centimetrov, pridobi značilno obliko s privetrnim in zavetrnim pobočjem; po prvem navzgor potujejo poskakujoči peščeni delci, preko slednjega pa se ti delci kotalijo nazaj proti tlom. To je način, na katerega se sipine premikajo v smeri vetra, in sicer za 15 do 20 metrov vsako leto. Peščene sipine se pojavljajo v različnih oblikah, odvisno od lokalnega rastja, vetrovnosti ter količine razpoložljivega peska: barhani, parabolične sipine, podolžne sipine ali seifi ter zvezdaste sipine.
Poseben vetrni sediment pa je puhlica. To je do 200 metrov debel nanos homogenega melja, ki so ga vetrovi v stepski pas takratnih hladnih puščav (danes notranjosti celin) prinesli z ogolelih področij pleistocenske celinske poledenitve. Ti skladi danes prekrivajo skoraj 10 odstotkov kopne površine planeta, največ v notranjosti Azije, v Srednji in Vzhodni Evropi ter v obeh Amerikah. Še danes pa puhlica s hitrostjo nekaj milimetrov vsako leto nastaja na Kitajskem.